# ヒューゴ・ペレス
ヒューゴ・アーネスト・ペレス・グラナドス（Hugo Ernesto Pérez Granados、1963年11月8日 - ）は、エルサルバドル出身でアメリカ合衆国に帰化した元サッカー選手、元インドアサッカー選手。元サッカーアメリカ合衆国代表。サッカーでのポジションはMF。アメリカ合衆国サッカー殿堂。
氏名についてはウーゴ・ペレスと記される事もある。
甥は同じくサッカー選手のヨシュア・ペレス。

## クラブ歴
1963年、エルサルバドルのモラサン県に生まれた。父も祖父もCD FASに所属したプロサッカー選手で、11歳の時にアメリカ合衆国に移住した。1980年代半ばにアメリカ合衆国籍を取得した。
1982年にロサンゼルス・アステカスに加入。その後、タンパ・ベイ・ローディーズに移籍した。
1983年にサンディエゴ・ソッカーズに移籍。1985年にはクラブがインドアサッカーに転向したため、彼もサッカー選手からインドアサッカー選手となった。1986年にはサッカークラブのロサンゼルス・ヒートへの移籍を経験しその後復帰した。1988年夏にインドアサッカーでMVPを獲得し、プレシーズンにアヤックス・アムステルダムに加入しヨハン・クライフも彼との契約に前向きな意思を見せたものの、ソッカーズがこれを拒否、移籍は破談となった。1989年に再びロサンゼルス・ヒートに移籍した。
1990年にはヨハン・クライフがパルマFCに彼を移籍させようとしたものの、労働許可を獲得するためにはFIFAワールドカップでの出場経験が必要であった。彼は1990 FIFAワールドカップのメンバー入りを果たしたものの、米国代表監督のボブ・ガンスラーは彼の怪我からの回復に疑問を呈したため、最終的にはメンバー外となり、パルマへの移籍も結実しなかった。その代わりに彼はリーグ・ドゥのレッドスターFC93に移籍した。その後、アルスヴェンスカンのエルグリーテISやサウジ・プレミアリーグのアル・イテハドに移籍した。
1993年に再び米国に復帰、ロサンゼルス・サルサに在籍した。サルサに在籍中には父親そして祖父も所属した母国のCD FASとも交渉しており、同年プリメーラ・ディビシオン・デ・エルサルバドルに所属する同チームに移籍が決まった。1994-95シーズン、1995-96シーズンの2シーズン所属し、クラブはリーグ2連覇を達成した。そして彼は1996年を以て選手を引退した。

## 代表歴
1983 FIFAワールドユース選手権、ロサンゼルスオリンピックの際にアメリカ合衆国代表入りを果たした。その後もソウルオリンピック予選、1990 FIFAワールドカップ・北中米カリブ海予選にもメンバーとして選ばれ、予選通過に貢献したものの、膝の怪我によって本大会出場はならなかった。1991年にはUSサッカーアスリートオブザイヤー、フットボール・デ・プリメーラ・プレイヤー・オブ・ザ・イヤーに輝く復活を遂げ、1994 FIFAワールドカップにも出場、ブラジル代表戦に出場した。

## 個人成績

### 代表
| 年   | 出場 | スタメン | 得点 | アシスト |
| ---- | ---- | -------- | ---- | -------- |
| 1984 | 5    | 3        | 0    | 0        |
| 1985 | 6    | 5        | 1    | 0        |
| 1988 | 1    | 0        | 1    | 0        |
| 1989 | 2    | 2        | 1    | 0        |
| 1990 | 2    | 2        | 0    | 0        |
| 1991 | 11   | 9        | 1    | 2        |
| 1992 | 17   | 17       | 3    | 1        |
| 1993 | 12   | 12       | 3    | 2        |
| 1994 | 17   | 16       | 3    | 3        |
| 計   | 73   | 66       | 13   | 8        |

代表での得点一覧
| #  | 日附           | 場所                                   | 対戦相手       | 得点 | 結果 | 大会                        |
| -- | -------------- | -------------------------------------- | -------------- | ---- | ---- | --------------------------- |
| 1  | 1985年4月4日   | ポートランド                           | カナダ         |      | 1–1  | 親善試合                    |
| 2  | 1988年8月13日  | セントルイス                           | ジャマイカ     | 2–1  | 5-1  | 1989 CONCACAF選手権         |
| 3  | 1989年9月17日  | テグシガルパ                           | エルサルバドル | 1–0  | 1–0  | 1989 CONCACAF選手権         |
| 4  | 1991年7月3日   | ロサンゼルス                           | コスタリカ     | 2–2  | 3–2  | 1991 CONCACAFゴールドカップ |
| 5  | 1992年3月18日  | カサブランカ                           | モロッコ       | 1–2  | 1–3  | 親善試合                    |
| 6  | 1992年4月4日   | パロアルト                             | 中華人民共和国 | 1–0  | 1-0  | 親善試合                    |
| 7  | 1992年4月4日   | パロアルト                             | 中華人民共和国 | 5–0  | 1-0  | 親善試合                    |
| 8  | 1993年3月14日  | 東京都新宿区国立霞ヶ丘競技場陸上競技場 | 日本           | 1–0  | 1–3  | キリンカップサッカー1993    |
| 9  | 1993年10月16日 | ハイポイント                           | ウクライナ     | 1–0  | 1–2  | 親善試合                    |
| 10 | 1993年12月5日  | ロサンゼルス                           | エルサルバドル | 5–0  | 7–0  | 親善試合                    |
| 11 | 1994年2月20日  | マイアミ                               | スウェーデン   | 1–3  | 1–0  | 親善試合                    |
| 12 | 1994年3月26日  | ダラス                                 | ボリビア       | 1–1  | 2–2  | 親善試合                    |

## 引退後
選手引退後、サンフランシスコエリアのキリスト教学校の校長を務めた。
2008年3月10日にはアメリカ合衆国サッカー殿堂に選ばれた。

## 監督歴
2002年8月にサンフランシスコ大学男子サッカー部のアシスタントコーチに就任。2007年12月7日にはカリフォルニア・ヴィクトリーのアシスタントコーチに就任した。
2012年8月7日から2014年8月23日にかけてアメリカ合衆国U-14代表監督を務めた。退任に際しては「ええ、これが私の最後のキャンプだ。（今後については）わからない、この国のサッカー次第だ。ただ言えるのは、私は彼らに雇われて自由にやらせてもらった事だよ。この子達と共に働けてそしてこの子達を詳しく知る事が出来て光栄だよ。」と述べた。
2015年7月にはアルベルト・ロカがサッカーエルサルバドル代表のコーチを辞任したのに伴って、エルサルバドルでの監督業に彼は興味を抱いた。そして8月21日、ホルヘ・フンベルト・ロドリゲス監督の下、同代表のアシスタントコーチに就任した。

## タイトル

### クラブ
サンディエゴ・ソッカーズ
- 北米サッカーリーグ: 1984–85
- メジャーインドアサッカーリーグ: 1985–86, 1987–88, 1988–89, 1989–90

FAS
- プリメーラ・ディビシオン: 1994–95, 1995–96

### 代表
アメリカ合衆国
- CONCACAFゴールドカップ (1): 1991

### 個人
- USサッカーアスリートオブザイヤー: 1991
- フットボール・デ・プリメーラ・プレイヤー・オブ・ザ・イヤー: 1991